# Mastoptera
Mastoptera är ett släkte av tvåvingar. Mastoptera ingår i familjen lusflugor.
Kladogram enligt Catalogue of Life:
| Mastoptera | \| \| Mastoptera guimaraesi \| \| \| \| \| \| Mastoptera minuta \| \| \| \| |
|            | \| \| Mastoptera guimaraesi \| \| \| \| \| \| Mastoptera minuta \| \| \| \| |
|            | Mastoptera guimaraesi                                                       |
|            |                                                                             |
|            | Mastoptera minuta                                                           |
|            |                                                                             |